# Plaza del Cristo de La Laguna

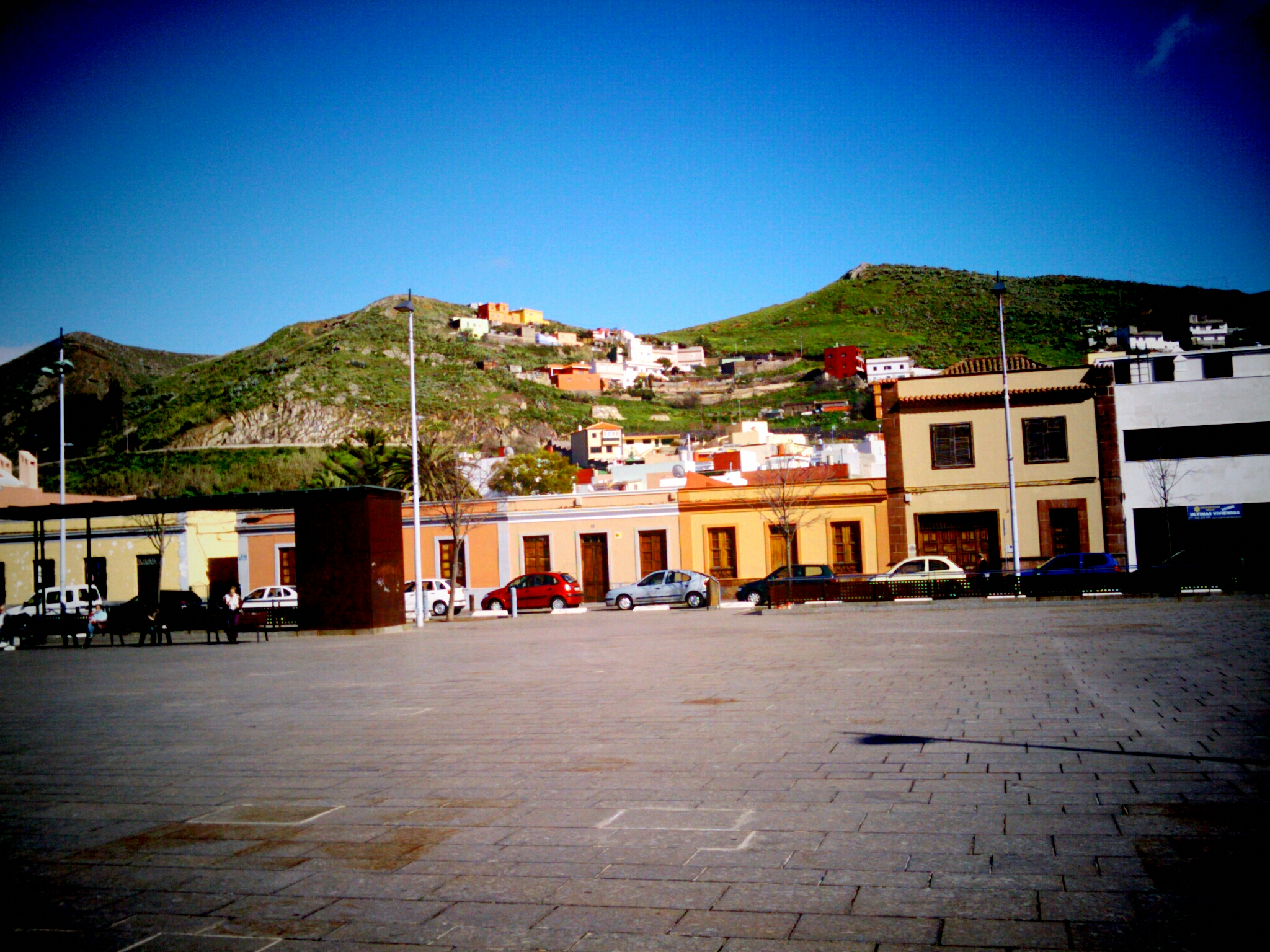
Plaza del Cristo de La Laguna

A Plaza del Cristo de La Laguna (cujo nome original é a Plaza de San Francisco), é uma praça na cidade de San Cristóbal de La Laguna (na ilha de Tenerife, Ilhas Canárias, Espanha). A praça está localizada no nordeste da cidade.
No entanto, a praça é conhecida comumente como Plaza del Cristo de La Laguna, então, certamente, o que dá mais importância é a presença em um canto do Real Santuario del Santísimo Cristo de La Laguna, uma imagem que desperta grande devoção entre todos canários.
A Plaza del Cristo de La Laguna tem o estatuto de "Praça de Interesses Insular", como a Plaza de España (na cidade de Santa Cruz de Tenerife) e da Plaza de la Patrona de Canarias (em Candelaria).
Esta praça foi também usado como de campo exercícios militares, porque exxiste um quartel perto do convento franciscano (agora Santuario del Cristo de La Laguna). Hoje, nesta praça é o mercado municipal.